# Bruno Luperi
Bruno Gabriel Barbosa Luperi (São Paulo, 1988), mais conhecido como Bruno Luperi, é um roteirista e autor de telenovelas brasileiro. É neto do autor Benedito Ruy Barbosa, e filho da autora Edmara Barbosa.

## Carreira
É formado em publicidade, e trabalhou como diretor de arte antes de se consolidar como autor. Estreou já como autor principal nas novelas em 2016, aos 28 anos, ao lado da mãe Edmara Barbosa, e com a supervisão de texto do avô, Benedito Ruy Barbosa, em Velho Chico. Após a saída de Edmara, assumiu como único autor durante a segunda fase da trama.
Posteriormente a conclusão da trama, desenvolveu uma adaptação do livro O Arroz de Palma para a faixa das seis horas da TV Globo. Porém, concordou em deixar o projeto de lado após ser escolhido pelo avô como escritor do remake de Pantanal, para a TV Globo. A obra elevou a audiência após os baixos índices da antecessora no horário, Um Lugar ao Sol, mas a grande fidelidade da adaptação ao texto original foi criticada. Luperi descreveu as poucas intervenções ao texto original como uma “homenagem” à obra original do avô, exibida em outra emissora (Manchete) no início dos anos 1990, ressaltando que pode ainda assim enfatizar temas como machismo, racismo, e homofobia, debatidos com mais timidez na trama original.
A pedido da Globo, retornou ao horário nobre dois anos depois, com o reboot de Renascer, também baseado na obra original do avô. Ao contrário da novela anterior, destacaram-se as amplas atualizações realizadas em relação ao texto original de 1993, como a transexualidade da personagem Buba (que era intersexo na versão original), a homossexualidade de Zinha (em 1993, um personagem masculino chamado Zinho), e o destino da controversa protagonista Mariana, entre outras mudanças. No entanto, o reboot não repetiu o sucesso de Pantanal no quesito audiência, gerando divergências entre autor e a direção da TV Globo, como em relação ao envolvimento de Zinha e Joana, abortado na reta final por exigência da emissora, e depois substituído pela entrada de uma nova personagem como par romântico de Zinha, Lilith.
Em 2025, Luperi oficialmente teve seu contrato renovado com a emissora.

## Obras

### Novelas
| Ano  | Título      | Autor Principal | Notas                                                | Emissora |
| ---- | ----------- | --------------- | ---------------------------------------------------- | -------- |
| 2016 | Velho Chico | Sim             | Co-Autoria com Edmara Barbosa e Benedito Ruy Barbosa | TV Globo |
| 2022 | Pantanal    | Sim             | Baseada no texto original de Benedito Ruy Barbosa    | TV Globo |
| 2024 | Renascer    | Sim             | Baseada no texto original de Benedito Ruy Barbosa    | TV Globo |

## Prêmios e indicações
| Ano  | Premiação                | Categoria         | Trabalho    | Resultado | Ref.   |
| ---- | ------------------------ | ----------------- | ----------- | --------- | ------ |
| 2016 | Prêmio APCA de Televisão | Melhor Novela     | Velho Chico | Venceu    | [ 7 ]  |
| 2017 | Emmy Internacional       | Melhor Telenovela | Velho Chico | Indicado  | [ 8 ]  |
| 2022 | Prêmio APCA de Televisão | Melhor Novela     | Pantanal    | Venceu    | [ 9 ]  |
| 2022 | Melhores do Ano          | Novela do Ano     | Pantanal    | Venceu    | [ 10 ] |
| 2023 | Emmy Internacional       | Melhor Telenovela | Pantanal    | Indicado  | [ 11 ] |
| 2024 | Melhores do Ano          | Novela do Ano     | Renascer    | Venceu    | [ 12 ] |
| 2024 | Prêmio APCA de Televisão | Melhor Novela     | Renascer    | Indicado  | [ 13 ] |
| 2025 | Troféu Internet          | Melhor Novela     | Renascer    | Venceu    | [ 14 ] |
| 2025 | Troféu Imprensa          | Melhor Novela     | Renascer    | Indicado  | [ 15 ] |